# Сысой Великий (линейный корабль, 1788)
«Сысой Великий» — линейный корабль Балтийского флота России. Был заложен 10 (21) июня 1787 года, спущен на воду 7 (18) мая 1788 года. Участвовал в войне с Швецией 1788—1790 годов. Название получил в память о Гогландском сражении, произошедшем в день Святого Сысоя Великого 6 июля 1788 года. 

## История службы
5 июля 1788 во главе эскадры контр-адмирала Повалишина вышел из порта Архангельска, а 4 августа в районе Норвегии, идя в условиях тумана, коснулся днищем отмели и повредил руль. Открывшаяся течь вынудила корабль отделиться от эскадры. 17 августа он пришёл в Христианзанд, а в мае следующего года с отрядом П. И. Лежнёва перешёл в Копенгаген. 19 июля корабль в составе эскадры покинул Копенгаген и через три дня воссоединился с флотом около острова Борнхольм. Далее корабль крейсировал у островов Борнхольм, Готланд и мыса Дагерорт. 9 августа кораблю вновь пришлось отделиться от эскадры из-за полученных повреждений. «Сысой Великий» прибыл в Ревель, а 21 октября в составе отряда прибыл в Кронштадт.
12 (23) мая 1790 года корабль с эскадрой вице-адмирала А. И. Круза вышел из Кронштадта и отправился в крейсерство в район мыса Стирсуден — Красная Горка. 23—24 мая корабль принимал участие в Красногорском сражении, в котором ему пришлось нелегко: потеряв ориентировку в густых клубах порохового дыма, сразу три русских корабля обстреляли его и повредили такелаж. Однако экипаж восстановил управление и корабль вернулся в бой, заняв своё место в строю эскадры. Затем в ходе дальнейшего боя в нижнем деке разорвалось орудие и начался пожар, с которым экипаж также справился. Кроме того, корабль получил 2 крупных пробоины в корпусе. При этом погибших в экипаже не было, но был потерян 41 человек раненными.
29 мая с эскадрой преследовал флот Швеции, а на следующий день на правах самого повреждённого корабля был отправлен к южному входу в Биорке-зунд для того, чтобы запереть шведский гребной флот, после чего вернулся в Кронштадт.
13 июня корабль снялся с Кронштадтского рейда, чтобы обеспечить проход русского гребного флота вице-адмирала Н. Нассау-Зигена. 17 июня корабли прибыли к Биорке-зунду, а 21 июня «Сысой Великий» участвовал в сражении в Биорке-зунде, прикрывая тыл гребной флотилии. 23 июня корабль преследовал шведскую эскадру, вышел из пролива и соединился с флотом. После этого он ходил в крейсерство у Гогланда, а 6 августа вернулся в Кронштадт.
С мая по август 1791 года корабль стоял на рейде у Кронштадта, на нём проходил обучение экипаж.
В 1794, 1795, 1797, 1798 и 1801 годах «Сысой Великий» вместе с эскадрой выходил в практические плавания в Финский залив.
В 1804 году в Кронштадте корабль был разобран.

## Командиры
Командирами корабля служили:
- 1788—1791, 1793 — А. А. Жохов
- 1794 — 10 июля 1795 — П. П. Лялин
- С 10 июля 1795 по 1797 — А. Е. Мясоедов
- 1798 — П. М. Рожнов
- 1798 — И. Колзаков
- 1801 — С. Я. Заостровский
- 1802 — Ф. П. Селиванов
- 1803 — А. Н. Нелединский